# Tinomiscium
Tinomiscium é um género botânico pertencente à família Menispermaceae.

## Espécies
- Tinomiscium arfakianum
- Tinomiscium coriaceum
- Tinomiscium elasticum
- Tinomiscium javanicum
- Tinomiscium micranthum
- Tinomiscium molle
- Tinomiscium nicobaricum
- Tinomiscium petiolare
- Tinomiscium philippinense
- Tinomiscium phytocrenoides
- Tinomiscium pyrrhobotryum
- Tinomiscium tonkinense

1. ↑  «Tinomiscium — World Flora Online». www.worldfloraonline.org. Consultado em 19 de agosto de 2020